# Reserva provincial Los Andes

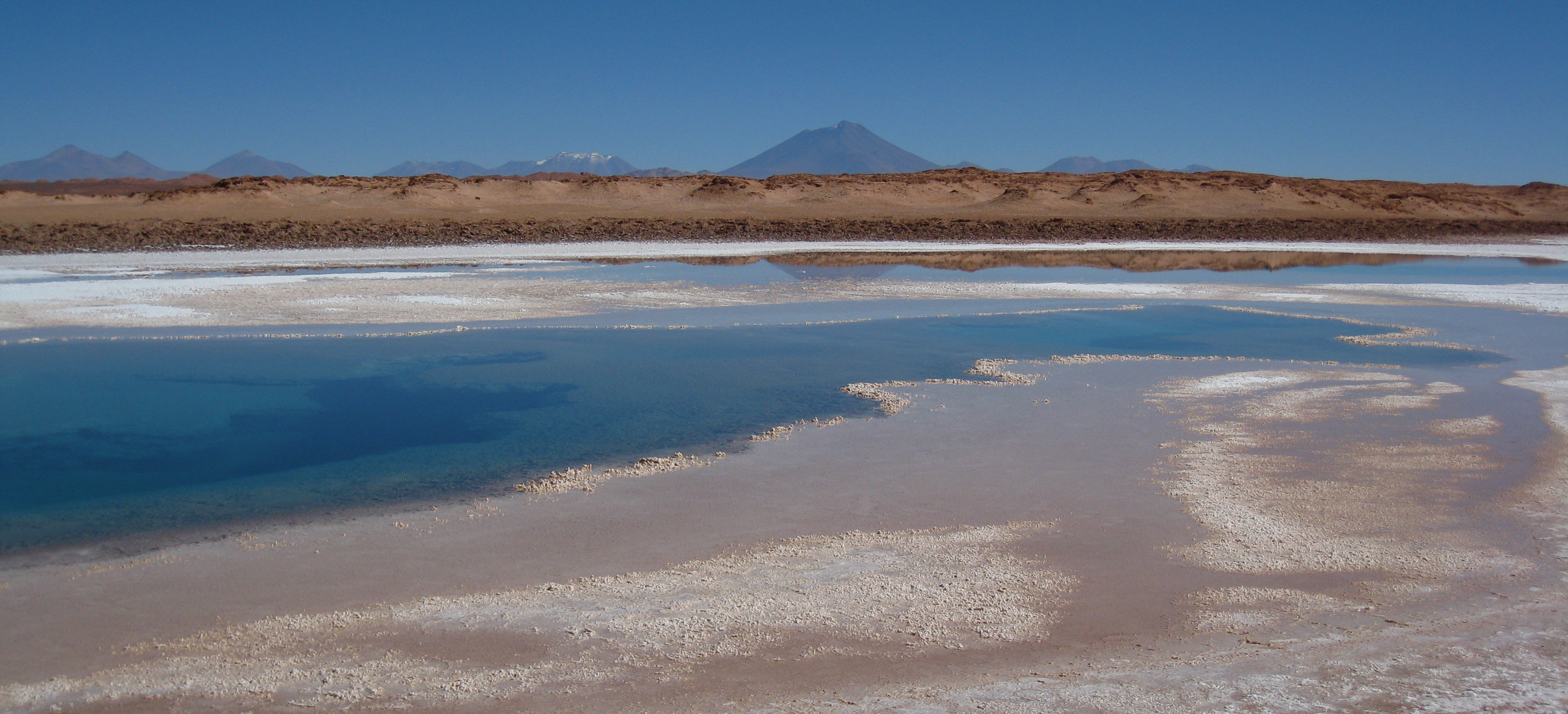
Laguna de altura (ojo de mar) y paisaje típico de la puna argentina.

La Reserva provincial Los Andes es un área protegida que abarca algo más de la mitad de la superficie del departamento de Los Andes, en el oeste de la provincia de Salta, en el noroeste argentino.

## Características generales
La reserva fue creada en el año 1980 mediante el decreto provincial n.º 308 que estableció la protección de 1 444 000 ha., de las cuales 866 400 corresponden a la ecorregión de la puna y 577 600 a la ecorregión altoandina.
El objetivo de creación fue preservar la fauna amenazada de la región y su hábitat, especialmente la vicuña, especie especialmente vulnerable a causa de la caza furtiva y las técnicas de manejo destructivas del pasado. Paralelamente, la creación de la reserva tiene como objetivo secundario la realización de estudios científicos con el fin de obtener prácticas y manejos sustentables de los escasos recursos de la zona.
La reserva limita al norte con la provincia de Jujuy, formando un gran sistema protegido con las contiguas reservas Alto Andina de La Chinchilla y Olaroz-Cauchari.
El acceso a la reserva se realiza por la RN 51. La región está muy escasamente poblada. San Antonio de los Cobres, cabecera del departamento de Los Andes y otras pequeñas localidades como Tolar Grande, Olacapato o Santa Rosa de los Pastos Grandes prácticamente concentran la totalidad de la población.
El área protegida no contó con un plan de manejo y acciones de control hasta los primeros meses del año 2016.

## Valores culturales
Dentro de la reserva se encuentra el volcán Llullaillaco, en cuya cima se produjo en el año 1999 el hallazgo de las momias de Llullaillaco. La región forma parte del camino del Inca, en uno de sus tramos de mayor altitud.

## Fauna
En la reserva encuentra su hábitat la preservada vicuña (Vicugna vicugna), el gato andino (Leopardus jacobitus), guanaco (Lama guanicoe) y muy probablemente la chinchilla cola corta (Chinchilla chinchilla).
Entre las aves, están presentes la caminera grande (Geositta isabellina) y la dormilona frente negra (Muscisaxicola frontalis), además de un número considerable de ejemplares de choique (Rhea pennata).
En la zona de Tolar Grande se ha registrado la presencia de chorlitos puneños (Charadrius alticola), gaviotas garuma (Leucophaeus modestus), palomitas doradas (Metriopelia aymara) y camineras puneñas (Geositta punensis).
La reserva es una de las áreas importantes para la conservación de las aves en Argentina.